# 薄翅蜻蜓
薄翅蜻蜓（学名：Pantala flavescens），俗稱黃衣，為蜻蜓科薄翅蜻蜓屬下的一種，廣泛分布於世界溫帶至熱帶地區，為世界上分布最廣的蜻蜓之一。

## 辨識特徵
體長約 4 至 5 公分，翼展可達 8.4 公分。複眼栗紅色，雙翅透明（也有雙翅呈橄欖色、棕色或黃色，甚至有個體的雙翅呈黑色）